# Västanfjärd
Västanfjärd este o fostă comună din Finlanda.